# Ramón Sepúlveda
Ramón Sepúlveda Salcedo fue un político chileno, que fue presidente de la tercera y última Asamblea Provincial de Colchagua.

## Biografía
Fue hijo de Manuel J. Sepúlveda y Acuña y Catalina Salcedo Opazo, ambos originarios de Talca.
Fue elegido diputado para la tercera y última Asamblea Provincial de Colchagua, que inició sus funciones el 17 de junio de 1831. En esa fecha fue elegido como su presidente.
Con posterioridad fue elegido senador suplente por la provincia de Colchagua para el periodo 1831 a 1834, y diputado suplente por el departamento de Caupolicán para el periodo 1837 a 1840. Sin embargo, no consta su incorporación.